# Refik Veseli
Refik Veseli (1. ledna 1926 Krujë – 2000 Tirana) byl albánský fotograf a spoluzakladatel Albánského památkového ústavu. Spolu se svou rodinou byl státem Izrael vyznamenán jako Spravedlivý mezi národy za záchranu Židů během druhé světové války.

## Životopis
Veseli byl sedmnáctiletý muslim, narozený a vychovaný ve vesnici Kruja v pohoří Albánie. Refik je jedním z tisíců Albánců, kteří riskovali své životy, aby zachránili životy Židů během druhé světové války.
Byl prezidentem Albánsko-izraelského přátelství v Tiraně.
V roce 2014 byla po něm pojmenována škola v Berlíně, Refik Veseli Schule.

## Publikace
- Berati: qutet-muze, 1987, Refik Veseli
- Architectural monuments in Albania, 1973, Refik Veseli